# タッセル

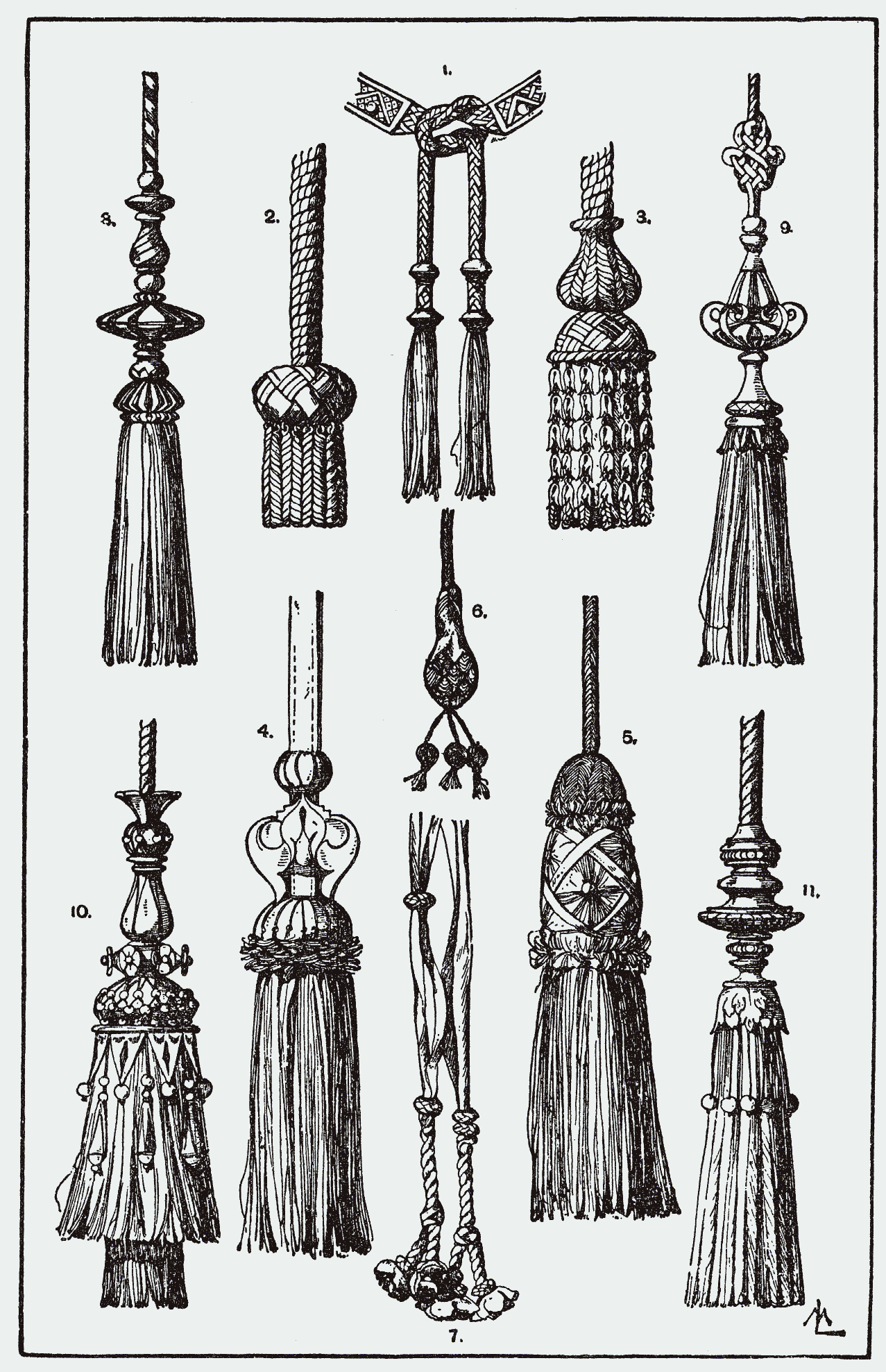
フランツ・ザレス・マイヤー著　『オーナメント・ハンドブック（A handbook of ornament)』」 (1898)に見られるタッセル

タッセル（英語: Tassel）は布の終りの部分に取り付けられる装飾である。世界中の多くの文化において様々な種類が見られる、全世界的な装飾品となっている。

## 語源
タッセルという語はラテン語で留める物を表す"Tassau"に由来している。

## 歴史と使用法
紀元前1406年頃

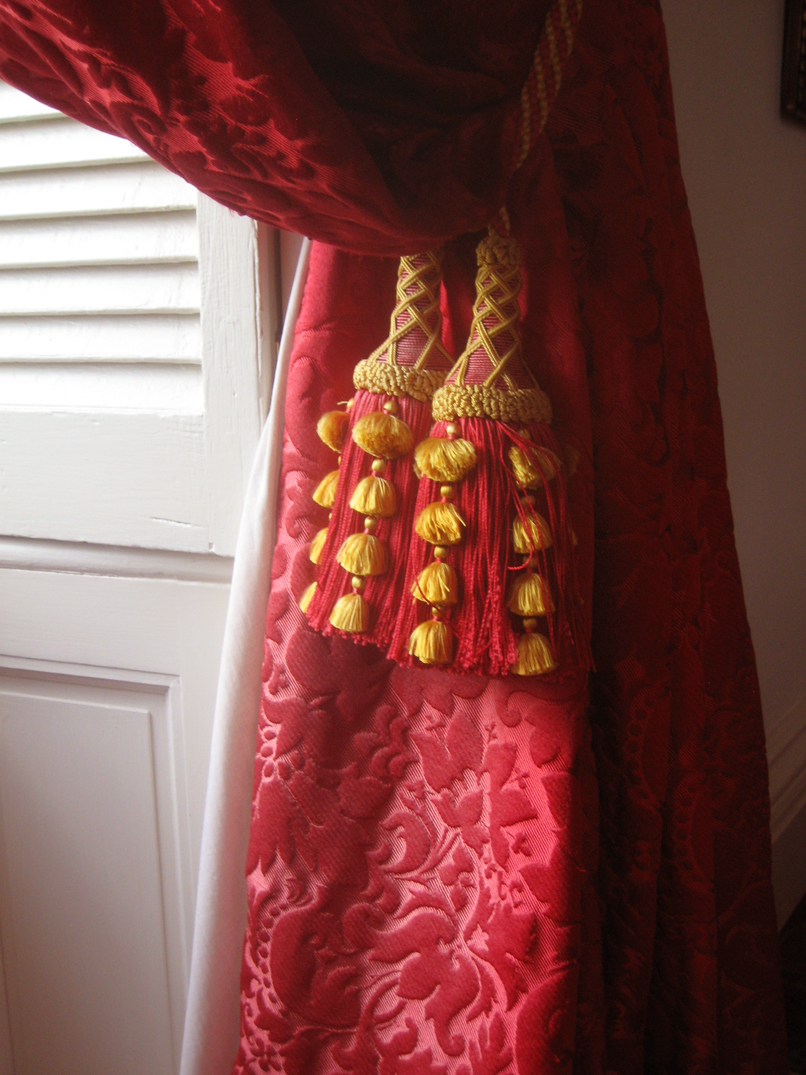
バーモント州知事記念館にあるカーテンに見られる手製のタッセル

38 ...衣服の隅に自分たちの世代の青い糸を使用したタッセル(ツィーツィート)を作るよう彼らに言った。39そしてあなたはタッセルを持たなければならない、あなたがタッセルを見てLORDによるすべての訓戒とその内容、貴方自身の心と目が求めがちな淫行に陥ってはならないことを思い出すために。40そして私のすべての訓戒を思い出して実行し、神に対し信心深く在るために。民数記 15:38-40 (NKJ)
西洋においては、タッセルは元々糸を巻きつけた物、もしくは望む形にまで曲がるまで糸の周りに糸を吊り下げたものであった。数十年後、単純な覆いもしくはサテニングと呼ばれるより精巧な覆いで覆われた木の型が使用されるようになった。これは型の内部に装飾を施すことで、型の周りに縦に絹の細糸を複雑に束ねたものへと進化した。
フランスの職人によりこれらの構造は変化し、装飾された特異な方向へと発展を遂げた。フランスにおいては、このような装飾品はパスマントリー (Passementie) と呼ばれ、ギルドの一部署の親方にあるには7年の職業教育が必要とされた。フランスの製品はその芸術性の高さから広く輸出され、かつ低価格であったことから、周辺諸国は成形技術を発展させることができなかった。タッセルとそれに付属する形は年月を経るとともに、ルネサンス期の小さくカジュアルなデザインからイギリス帝国時代の中程度の大きさで落ち着いたデザイン、そしてヴィクトリア朝の大きく精巧なデザインへと変化していった。これらのデザインの幾つかは今日、ヨーロッパやアメリカ合衆国の職人により、手製のタッセル一つで千USドルするようなものとして復刻されている。
タッセル (タフツ - tufts とも呼ばれる) は伝統的にオックスフォード大学とケンブリッジ大学の大学生により、彼らの帽子に取り付けられてきたものであり、スラングとして、タッセルは大学生を表す語として使用されてきた。金のタッセルは「紳士学生」の地位を獲得した者であることを意味し、従って無地の黒のタッセルを帽子につけている普通の学生より大きな社会的名声や豪華な宿泊施設を与えられることとなっていた。現代においては、オックスフォード大学の総長のみが金のタッセルを着用可能である。
中東においては、タッセルはお守りとして特に帽子の上に取り付ける事が多かった。エジプトやメソポタミア、アラブ世界においては、タッセルは子供たちを悪霊や悪魔から守るためにフードや帽子に上に取り付けて着用されるものであった。

### 式典用の衣装
タッセル、もしくはリリパイプは大学の卒業式に着用するモルタルボードや靴にも見ることができる。学位授与式終了間近になると、卒業生のモルタルボードから吊るされたタッセルは右から左へと移動する。卒業生全体でこの行為を行うことが慣例となっている。

## 製作法

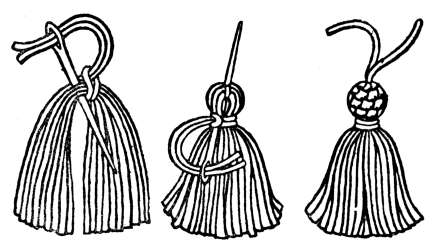
糸から作るタッセル

タッセルは組み紐を結わえて作る、もしくは束ねた糸の一方を緒として、もう一方の端の束ねた糸に吊り下げて作る。タッセルは通常装飾されており、衣服やカーテンの縁、バーレスクパフォーマーの乳首を覆うニプレスなどに使用されている。
タッセルは元々装飾品であり、最初は結び目の部分にほつれができることを防ぐために、紐の終わり部分を改良したものであった。時代を経て、フランスに初のパスマントリーのギルドが創られ芸術品として文書に登場する16世紀まで、様々な人々が様々な種類を生み出していた。タッセルはその原初的な表現であるが、その中にはフリンジ、打ち紐、ポンポン、ロゼット、飾り紐などが含まれていた。タッセル、ポンポン、ロゼットは「1点」の装飾品であり、その他は「線」の装飾品である。
タッセルは以下のものからなる。
- 吊り下げ紐
- 本体部分、通常一つもしくは複数の型を用いて作られる
- フリンジやその他の装飾が行われた足の部分